# Braidwood (Nueva Gales del Sur)
Braidwood es una localidad ubicada en las Mesetas del Sur de Nueva Gales del Sur, Australia. Está ubicada en la Avenida Kings, que conecta a Canberra y Batemans Bay. Se encuentra aproximadamente a 200 kilómetros al suroeste de Sídney y a 55 de Canberra. Braidwood provee servicios para el distrito circundante, que se basa principalmente en el pastoreo de ganado bovino y ovino y en las operaciones forestales.
En el censo de 2016, Braidwood tenía una población de 1.651 habitantes. El 78,5% de sus habitantes son ciudadanos nacidos en Australia.

## Residentes notables
- Judith Wright, poeta y conservacionista
- Deuchar Gordon, ganadero
- John Chapman, oficial del ejército
- Jye Rajen, jugador de hockey profesional